# Grasă de Cotnari

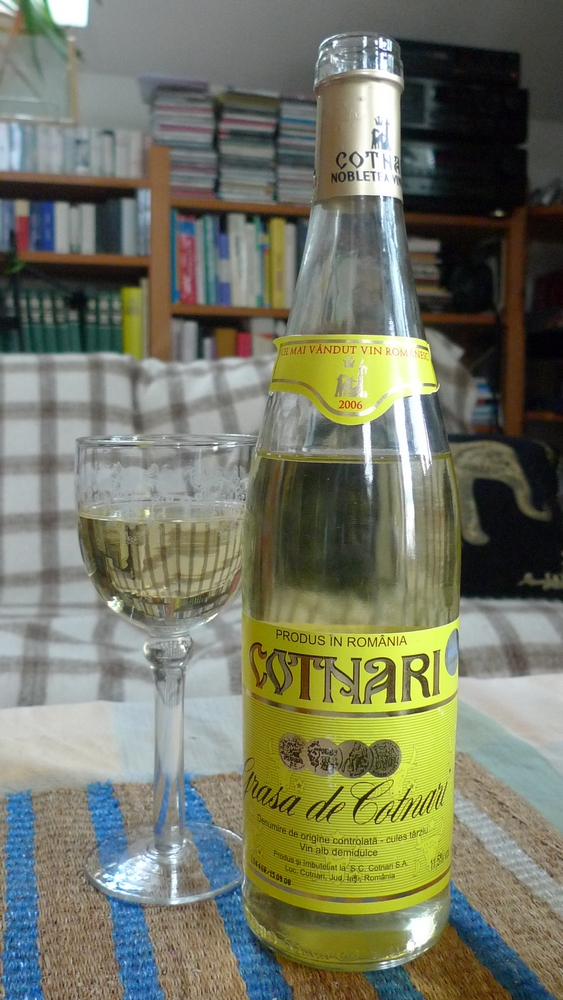
Grasă de Cotnari

Grasa de Cotnari este un soi de viță de vie tipic românesc, cultivat în România încă din secolul al XV-lea. Strugurii sunt de mărime mijlocie, cilindroconici, uneori ramificați, cu boabe dese și nomogene, de culoare galben-verzuie, cu pete ruginii pe partea expusă la soare. 
Se cultivă în mod tradițional în vechile podgorii de la Cotnari, unde a fost cultivat încă din timpul domniei lui Ștefan cel Mare. Pentru obținerea vinului, strugurii sunt culeși atunci când sunt deja trecuți de maturitate și atacați de putregaiul cenușiu (Botrytis cinerea). Vinul obținut este un vin superior alb, de desert, demisec sau licoros, cu un conținut mare de zahăr, de circa 240 grame pe litru și o tărie care depășește uneori 15 grade.